# Saint-Vincent-de-Reins
Saint-Vincent-de-Reins – miejscowość i gmina we Francji, w regionie Owernia-Rodan-Alpy, w departamencie Rodan.
Według danych na rok 1990 gminę zamieszkiwało 711 osób, a gęstość zaludnienia wynosiła 51 osób/km² (wśród 2880 gmin regionu Rodan-Alpy Saint-Vincent-de-Reins plasuje się na 972. miejscu pod względem liczby ludności, natomiast pod względem powierzchni na miejscu 846.).